# Regula Engel-Egli

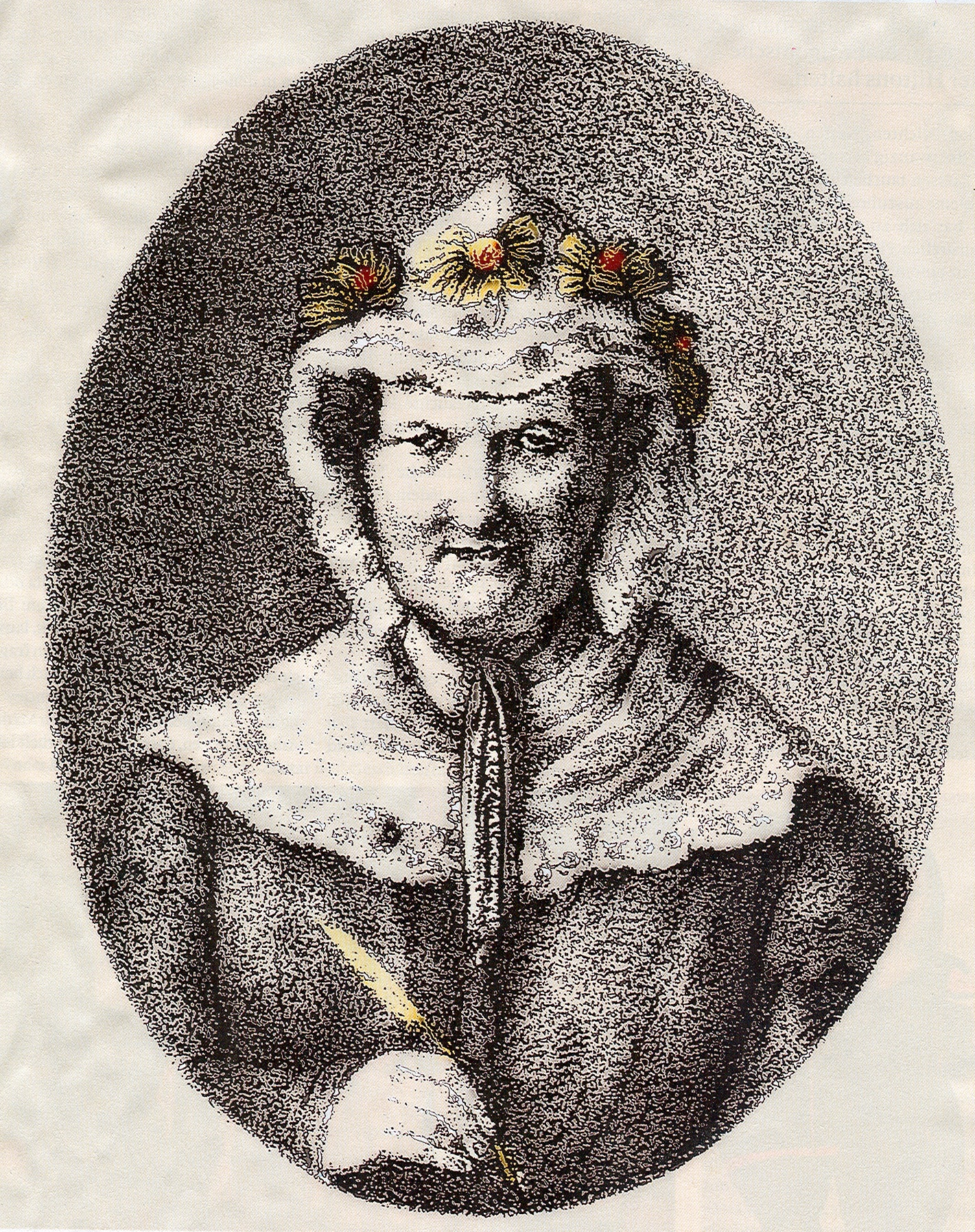
Regula Engel-Egli

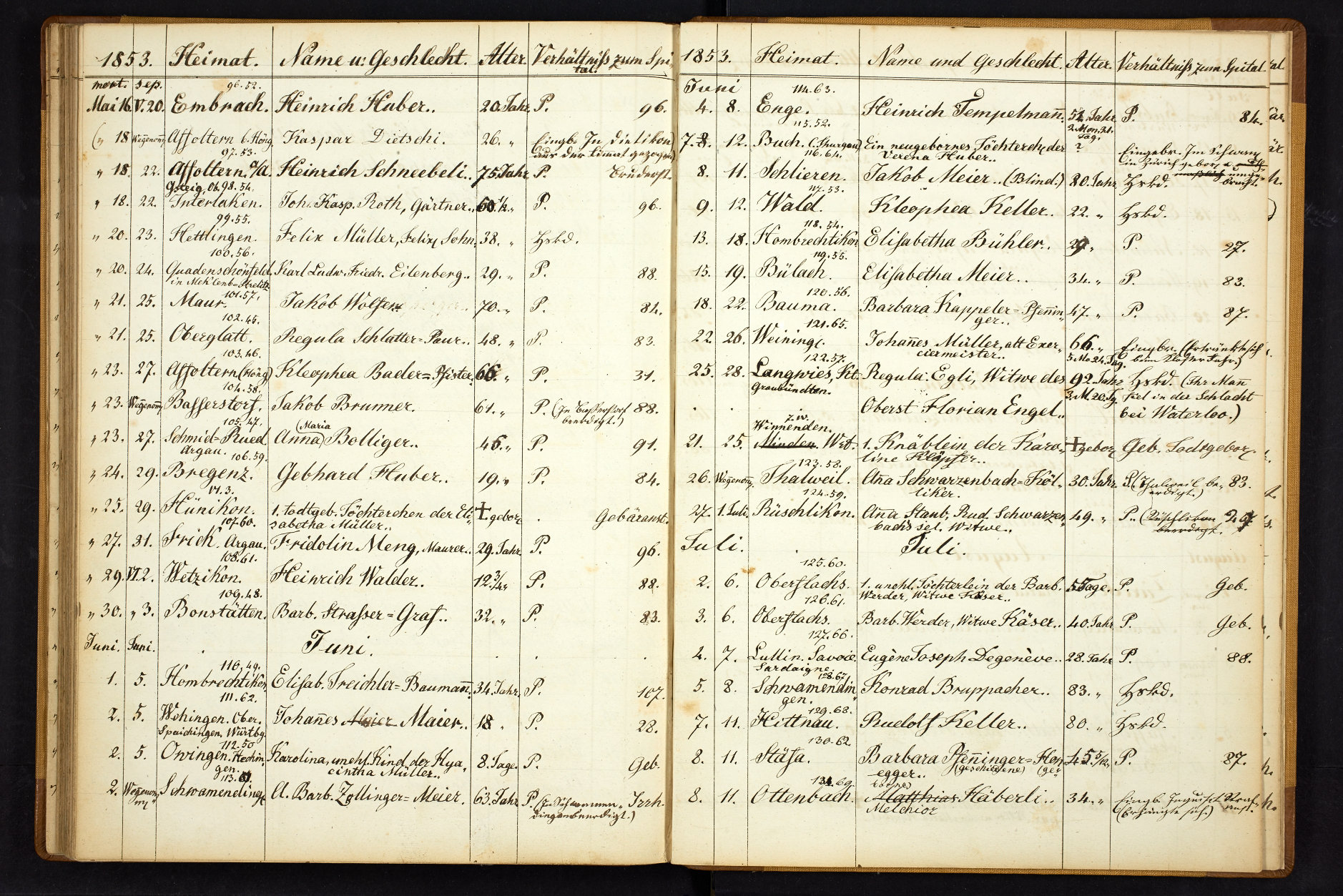
Todesnachricht im Sterberegister des Predigerspitals

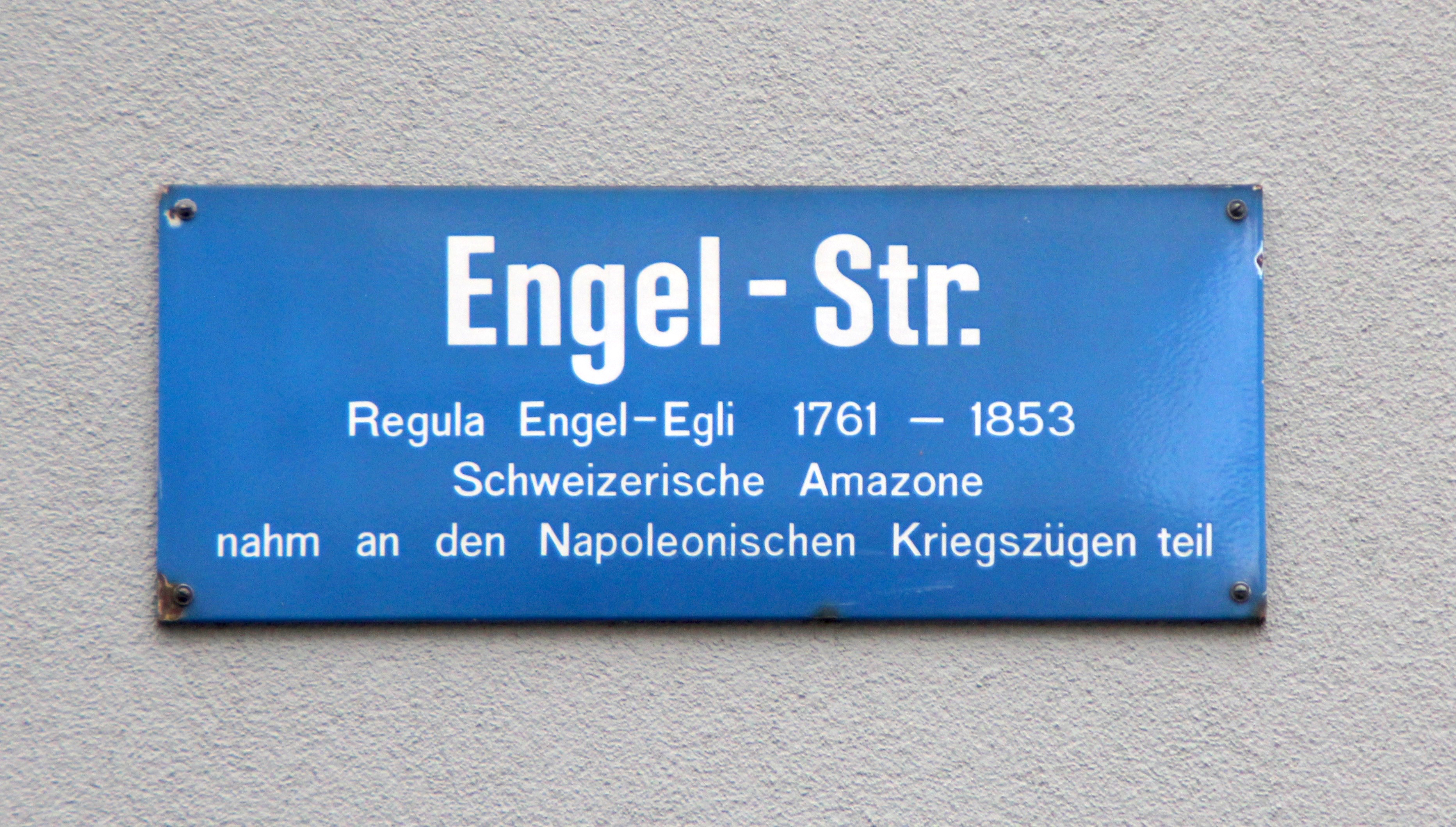
Engel-Strasse im Kreis 4

Regula Engel-Egli (* 5. März 1761 in Fluntern; † 25. Juni 1853 in Zürich) war die Frau des schweizerischen Offiziers Florian Engel, der zuletzt als Oberst im Dienste Napoleons stand und 1815 in der Schlacht von Waterloo fiel.

## Leben
Regula Eglis Vater stammte aus Zürich-Fluntern. Er diente während 25 Jahren als Offizier in der preussischen Königsgarde. In Berlin lernte er seine künftige Ehefrau kennen, eine Näherin mit Zürcher Wurzeln, entfernt verwandt mit ihm.
Als Regula drei Jahre alt war, trennten sich die Eltern. Regula kam in das Waisenhaus des ehemaligen Kloster Oetenbach|Klosters Oetenbach. Mit 12 Jahren holte sie der Vater zu sich. Sie litt jedoch unter den Misshandlungen der Stiefmutter und floh zu ihrer Mutter nach Chur.
Mit 17 Jahren heiratete sie 1778 Florian Engel, einen Bündner Offizier aus Langwies, der im Schweizer Fremdenregiment von Diesbach im Dienste Frankreichs diente.
Während mehr als zwanzig Jahren begleitete Regula Engel ihren Mann auf seinen Feldzügen durch Europa und Ägypten. Oft soll «Frau Oberst Engel» auch selbst in Uniform in der Schlacht mitgekämpft haben. Sie nahm 1805 am Feldzug gegen Österreich teil, 1806 an den beiden Zügen gegen Preussen, 1807 an den Zügen gegen Polen, Portugal und Spanien. Beim Feldzug von 1809 wurde Regula Engel-Egli von den Österreichern gefangen genommen und in Serbien festgehalten. Beim Russlandfeldzug war sie nicht dabei, aber an der Völkerschlacht bei Leipzig. Gemeinsam mit ihrem Mann folgte sie Napoleon nach seiner Abdankung im April 1814 auf die Insel Elba. Nach ihrer Rückkehr nach Frankreich kämpfte sie in der Schlacht bei Waterloo, dabei wurden ihr Mann und zwei ihrer Söhne getötet, einer davon erst zehn Jahre alt. Regula wurde in Offiziersuniform schwer verwundet nach Brüssel ins Krankenhaus gebracht.
Nach der Rückkehr in die Schweiz begann sie mittellos und allein, in ganz Europa ihre letzten fünf Kinder zu suchen – vergeblich. Ihren Sohn Caspar fand sie sterbend in New Orleans in den USA. 1824 kehrte sie nach über vierzig Jahren in die Schweiz zurück, wo sie ihre Memoiren unter dem Titel «Die schweizerische Amazone – Lebensbeschreibung der Wittwe des Obrist Florian Engel von Langwies» veröffentlichte. Diese verkauften sich so gut, dass eine zweite Auflage nachgedruckt wurde.
1827 verfasste Regula Engel-Egli einen zweiten Teil ihrer Memoiren, der im Jahr darauf erschien. Darin liefert sie den Lebensbericht einer vitalen und mutigen Frau, die sich nicht scheute, Betrachtungen zur Napoleonischen Armee und zur Situation der Schweiz anzustellen. Trotz der guten Verkaufszahlen war sie in Geldnöten und von Bekannten abhängig; ihre Hoffnung auf eine Pension der französischen Armee wurde nicht erfüllt. Erst zwanzig Jahre nach ihrer Rückkehr in die Schweiz durfte sie als Kostgängerin im Zürcher Predigerspital bleiben, wo sie am 25. Juni 1853 im Alter von 92 Jahren starb. Ihren Heimatort Langwies hat sie nie besucht.
Regula Engel-Egli wurde Mutter von einundzwanzig Kindern, darunter sechs Mädchen. Napoleon soll sie meine kleine Schweizerin genannt haben und wurde Pate ihrer Zwillinge Napoleon Baptist und Napoleon Heinrich sowie ihrer Tochter Maria Louise. Sieben Knaben wurden Offiziere. Zwei fielen in der Schlacht bei Marengo, zwei mit dem Vater in Waterloo, eines 1814 in der Schlacht bei Toulouse, eines in Gefangenschaft in Spanien und zwei gingen mit Napoleon nach St. Helena.
Im Zürcher Stadtkreis 4 ist die Engelstrasse nach Regula Engel-Egli benannt.

## Werke
- Lebensbeschreibung der Wittwe des Obrist Florian Engel von Langwies, in Bündten, geborener Egli von Fluntern, bey Zürich, Enthaltend die Geschichte ihres Herkommens, Jugendschicksale, Verheurathung und weitläufige Reisen im Gefolge der französischen Armeen durch ganz Frankreich, die Niederlande, Italien, Spanien, Portugall, die Oesterreichischen und Preussischen Staaten, Deutschland und besonders auch der Expedition in Egypten und einer späteren Reise nach Amerika. Von ihr selbst beschrieben, und von einem älteren Verwandten revidiert und mit Anmerkungen begleitet (= Schweizer Schicksal und Erlebnis, Band 2). Rascher, Zürich 1914, DNB 579735311, OCLC 9780920.

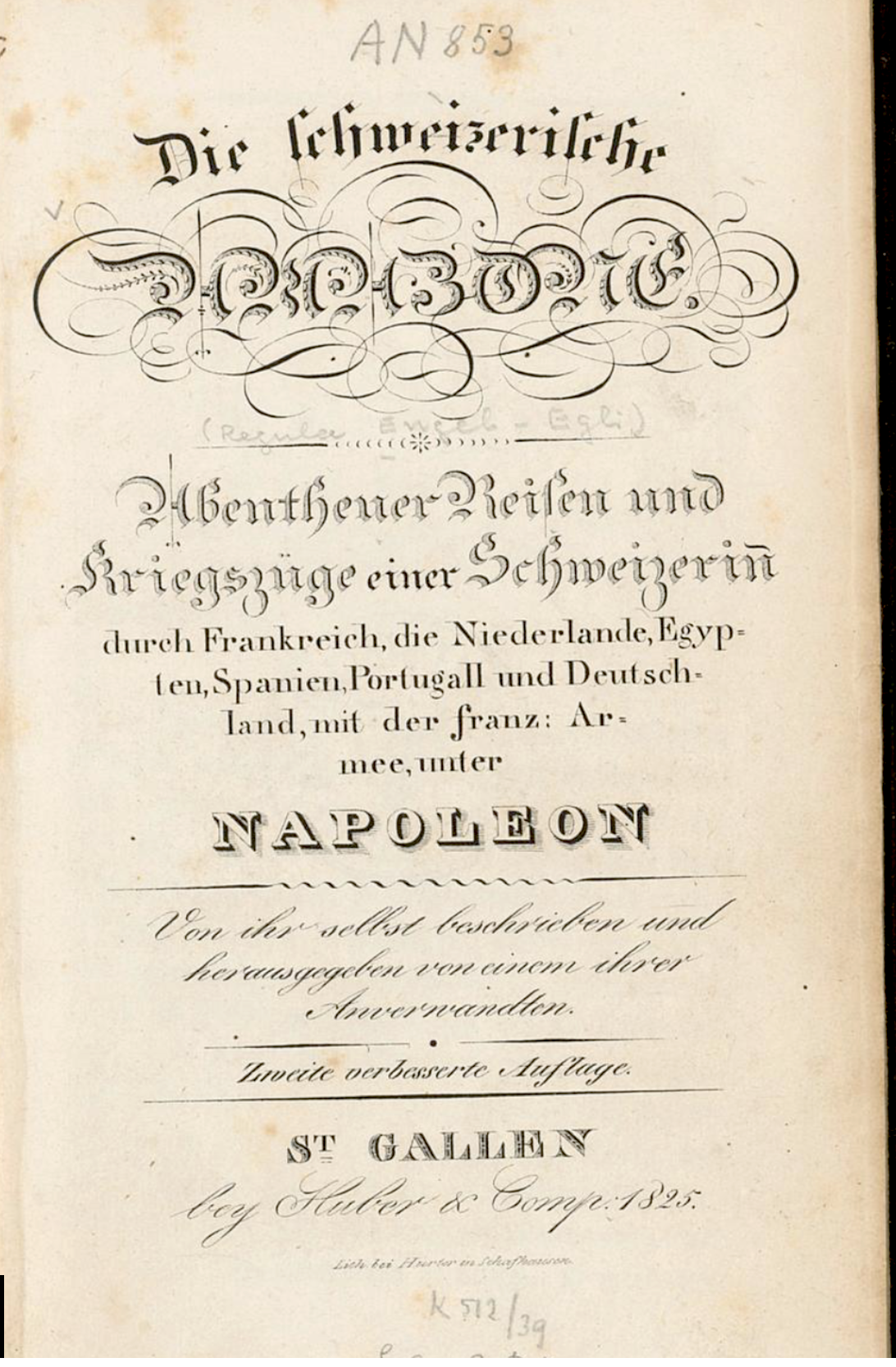
Memoiren, 1. Band, erschienen 1825
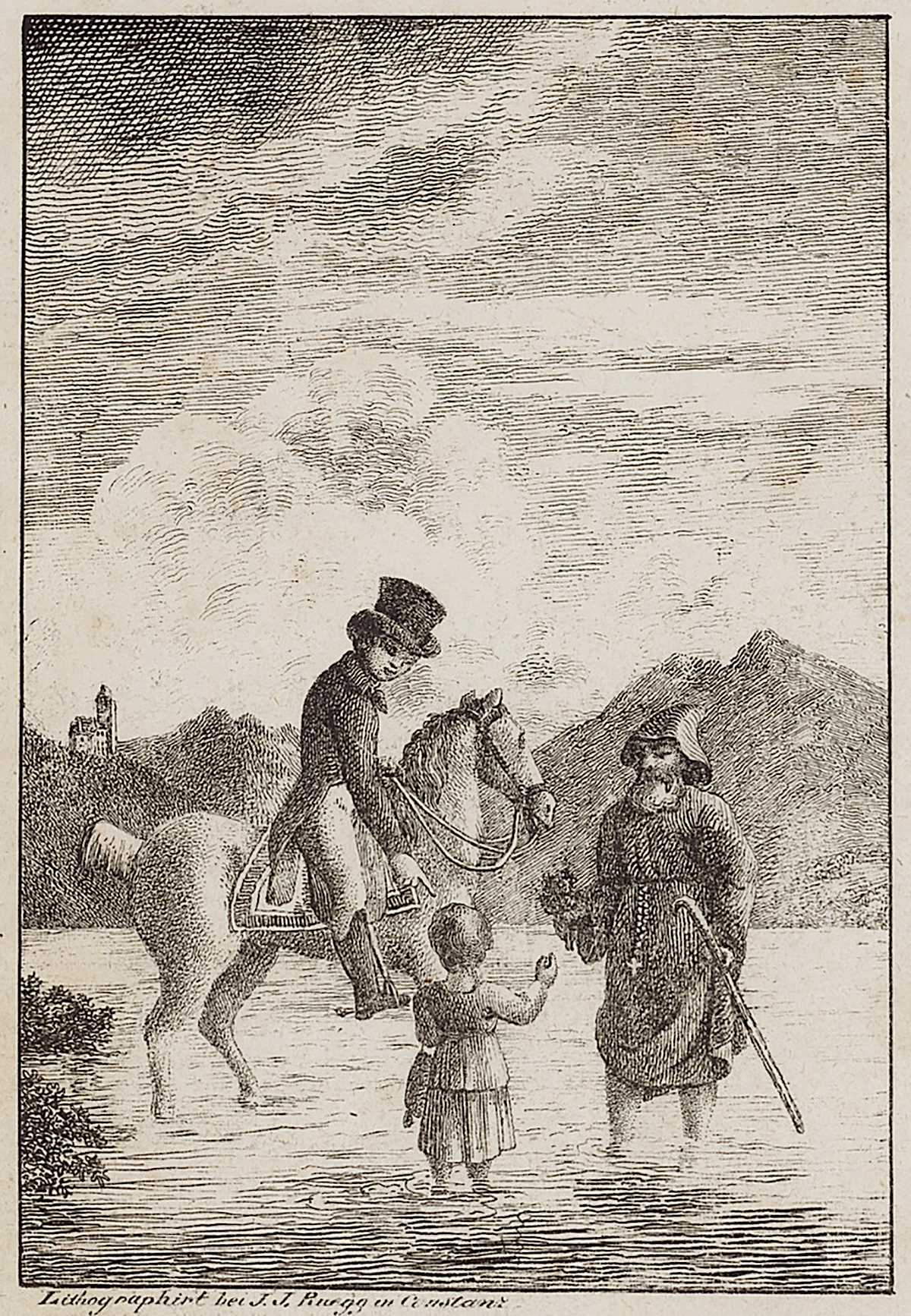
Bei ihrer Flucht nach Chur trifft Regula auf einen Kapuziner und einen Reiter. Lithografie von Johannes Rüegg aus «Die schweizerische Amazone».
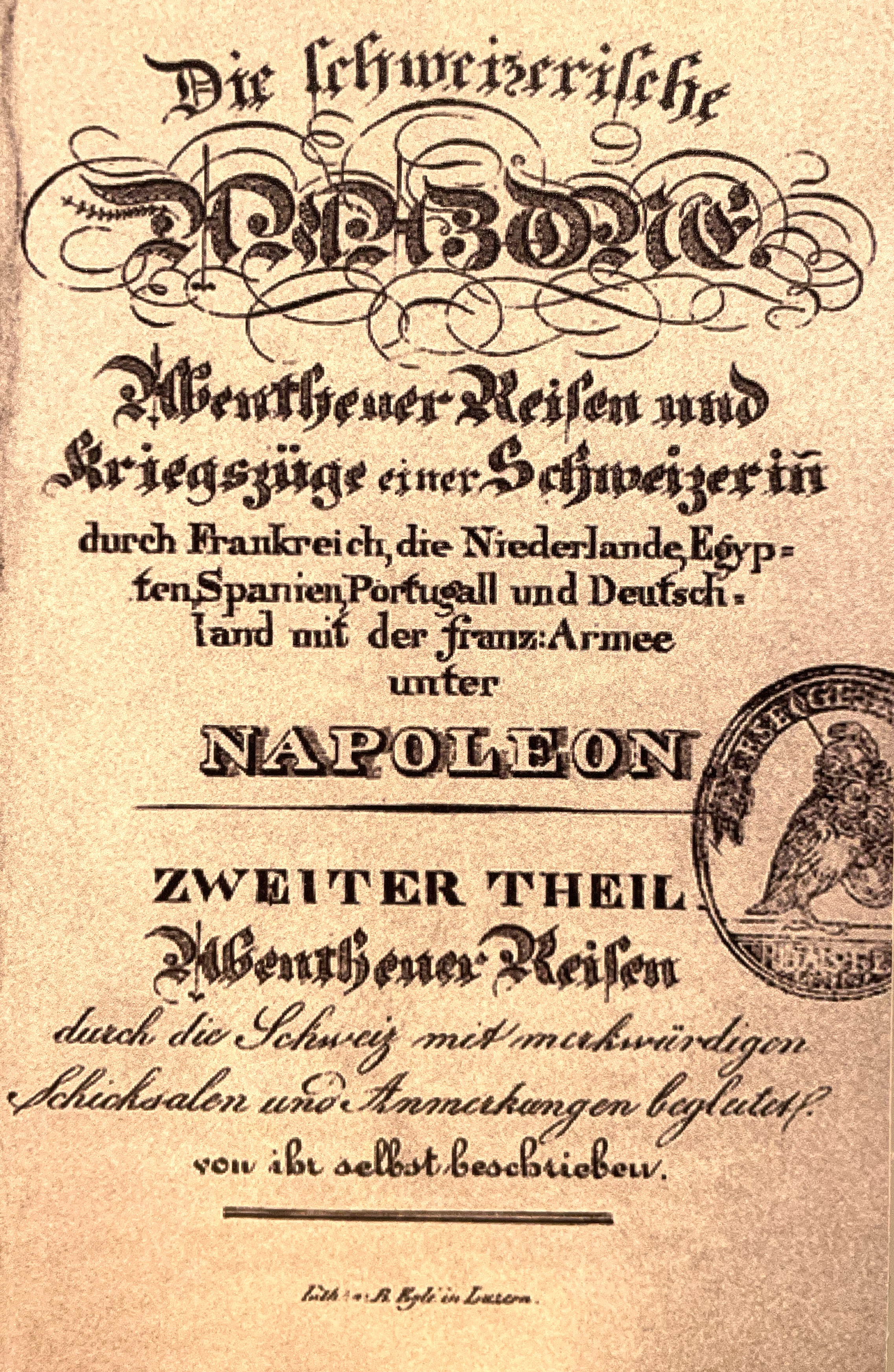
Memoiren, 2. Band, erschienen 1828